# James Patrick Keleher
James Patrick Keleher (South Side, 31 de julio de 1931 - 9 de noviembre de 2024) fue un arzobispo católico estadounidense. Fue arzobispo de la arquidiócesis de Kansas City, que fue obispo de Belleville (1984-1993) y arzobispo de Kansas City (1993-2005).

## Biografía
James Keleher nació en el barrio de South Side (Chicago), en el seno de una familia operaria. Sus padres fueron James Keleher y su madre, de origen irlandés, Rita Cullinane. Aunque consideró iniciar su carrera como bombero, decidió ingresar al seminario menor de la Arquidiócesis de Chicago, donde se graduó en 1951. Continuó su carrera eclesiástica, estudiando filosofía y teología en la Universidad de Santa María del Lago en Mundelein. Fue ordenado sacerdote el 12 de abril de 1958 por el cardenal Samuel Stritch. Siguió sus estudios en Mundelein hasta conseguir el doctorado en Teología sagrada. Fue capellán y confesor de las Benedictinas de la Adoración Perpetua y prestaba sus servicios pastorales en la parroquia de Saint James en Chicago.
Además de su labor pastoral, Keleher fue decano académico y profesor de religión y ciencias sociales en Quigley North (1966-1969), decano de formación en el Saint Joseph College Seminary (1969-1972), decano de formación en la Universidad de Santa María del Lago (1972-1975) y rector del Quigley South (1975-1978). Durante este tiempo amplió sus estudios en teología espiritual en Roma. En 1978 fue nombrado president y rector del Seminario de Mundelein, donde también impartía clases de teología sistemática.
El papa Juan Pablo II nombró a Keleher  obispo de la diócesis de Belleville, el 23 de octubre de 1984. Fue consagrado obispo el 11 de diciembre del mismo año, de manos del cardenal Joseph Bernardin, arzobispo de Chicago. El mismo pontífice le nombró arzobispo el 28 de junio de 1993 para la arquidiócesis de Kansas City, la que gobernó por once años, hasta su jubilación el 15 de enero de 2005. Durante su gobierno aprobó la Sociedad de San Agustín en 1997, con el objetivo de formar a los laicos y hacerlos partícipes de las actividades regulares de las parroquias.